# Lica Gheorghiu
Lica Gheorghiu (née Vasilica Gheorghiu née le 15 mars 1928 à Galați et morte le 19 mars 1987 à Budapest était une actrice de théâtre et de cinéma roumain.

## Biographie
Elle était la fille de Gheorghe Gheorghiu-Dej, qui dirigea la République populaire roumaine de 1947 jusqu'à sa mort en 1965. 
Elle fut l'épouse de Marcel Popescu.

## Galerie

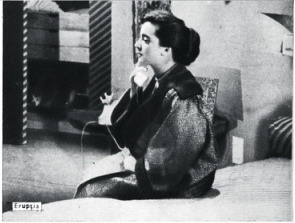
Dans Eruptia en 1957
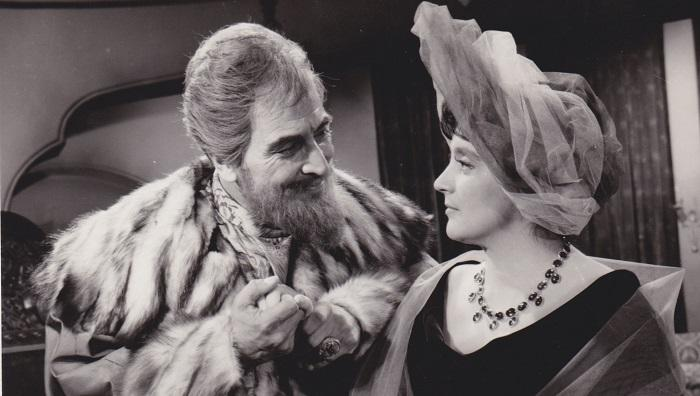
Avec George Vraca
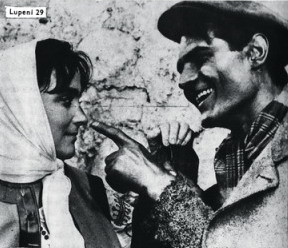
Dans Lupeni 29 en 1963
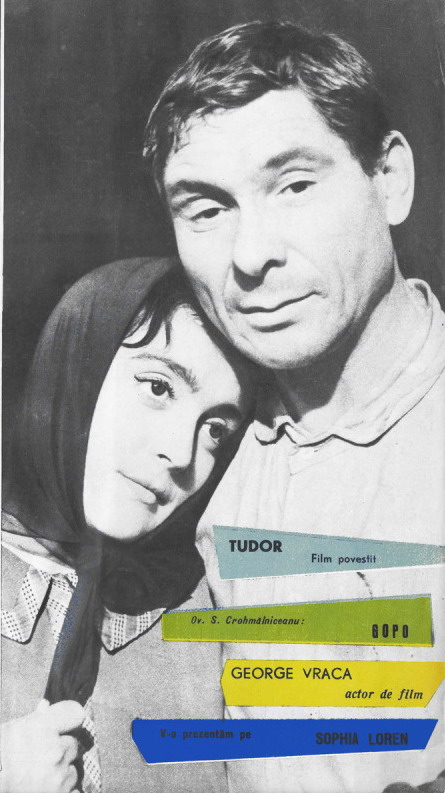
Avec Colea Răutu
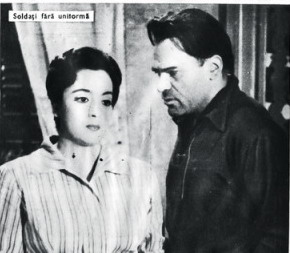
Avec Liviu Ciulei

## Filmographie
- Erupția (1957)
- Avalanșa (1959)
- Soldați fără uniformă (1961)
- Lupeni 29 (1962)
- Tudor (1963)
- Procesul alb (1965)
- De-aș fi... Harap Alb (1965)